# 让萨尼耶尔
让萨尼耶尔（法語：Jeansagnière，法語發音：[ʒɑ̃saɲɛʁ]）是法国卢瓦尔省的一个旧市镇，位于该省西部，属于蒙布里松区。2016年1月1日，让萨尼耶尔和相邻的沙尔马泽勒合并为新市镇沙尔马泽勒-让萨尼耶尔（Chalmazel-Jeansagnière）。

## 地理
让萨尼耶尔（45°43'59"N, 3°50'9"E）面积14.01 平方千米，位于法国奥弗涅-罗讷-阿尔卑斯大区卢瓦尔省，该省份为法国中南部省份，北起顺时针与索恩-卢瓦尔省、罗讷省、伊泽尔省、阿尔代什省、上盧瓦爾省、多姆山省和阿列省接壤。
与让萨尼耶尔接壤的市镇（或旧市镇、城区）包括：拉瓦拉叙罗什福尔、勒布吕日龙、拉尚巴、拉尚博尼、拉科特昂库藏、圣让拉韦特尔、下圣瑞斯特、沙尔马泽勒。

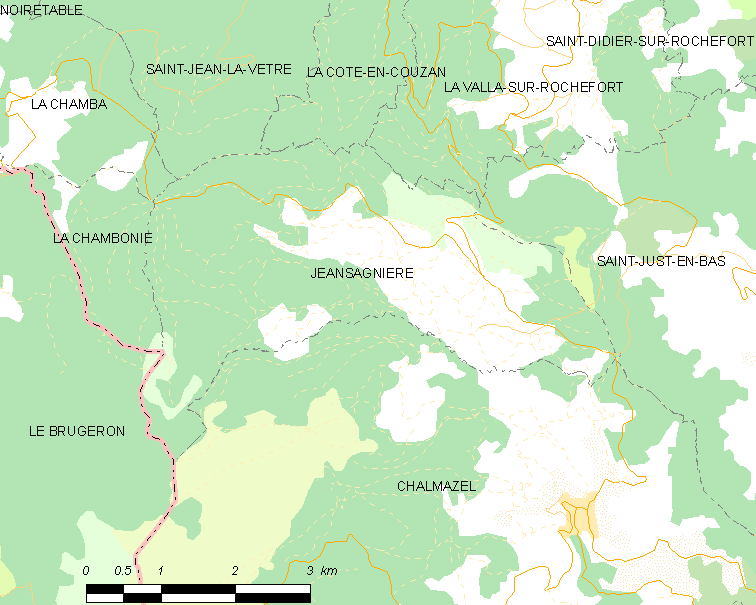
让萨尼耶尔的OSM定位图

让萨尼耶尔的时区为UTC+01:00、UTC+02:00（夏令时）。

## 行政
让萨尼耶尔的邮政编码为42920，INSEE市镇编码为42114。

## 政治
让萨尼耶尔所属的省级选区为利尼翁河畔博安县。

## 人口

1962-2008年间让萨尼耶尔人口变化图示

让萨尼耶尔于2018年1月1日时的人口数量为96人。